# Chœur de la montagne
Le Chœur de la montagne est un ensemble vocal québécois d'environ 90 choristes fondé en 1997, qui interprète des œuvres tirées des grands répertoires classiques.
Depuis 1997, le Chœur de la Montagne a présenté plus d'une centaine de concerts, dont quelques-uns en Europe: Belgique, France, Italie.
En 2017, à l'occasion de son 20e anniversaire, le Choeur de la Montagne a fait une tournée en Europe. Le député de Borduas, Simon Jolin-Barrette, en a fait l'annonce à l'Assemblée Nationale du Québec.

## Concours de musique classique
Le Choeur de la montagne à mis sur pied un programme de concours de musique classique pour jeunes musiciens et chanteurs de 7 à 25 ans. Depuis l'année 2000, plusieurs musiciens talentueux s'y sont produits, dont Lysandre Ménard (piano), Thierry Bégin-Lamontagne (guitare), Agnès Langlois (violoncelle), Noémie Raymond-Friset (violoncelle), Élisabeth Pion (piano) et Ève Dessureault (voix).